# Acide 3,5-dinitrosalicylique
L'acide 3,5-dinitrosalicylique (DNS ou DNSA) ou  acide 2-hydroxy-3,5-dinitrobenzoïque) est un composé organique aromatique.

## Propriétés
L'acide 3,5-dinitrosalicylique est un acide carboxylique avec un pKA de 2,96 pour la groupe carboxyle et un pKA de 7,61 pour le groupe phénolique (-OH). Son coefficient de partage octanol/eau (logP) est de 1,71. Sa forme monohydrate possède deux formes cristallines différentes, avec une densité de 1,702 g·cm-3 pour l'une (cristallisé  dans l'éthanol) et de 1,719 g·cm-3 pour l'autre (cristallisé dans l'eau).

## Utilisation
Il réagit avec les oses réducteurs et autres molécules réductrices pour former l'acide 3-amino-5-nitrosalicylique qui absorbe fortement la lumière à 540 nm. Dans cette réaction, la couleur de la solution passe du jaune-orange au rouge.
Il a d'abord été utilisé comme méthode de détection des substances réductrices dans les urines et a ensuite été utilisé dans d'autres applications, notamment pour la mesure du taux de glucides dans le sang. Il est principalement utilisé dans le dosage de l'alpha-amylase, réaction qui, comme dans le cas des oses réducteurs, combine l'oxydation du groupe carbonyle de l'enzyme avec la réduction d'un groupe nitro du DNS dans un milieu alcalin, les autres constituants de l'urine n'interférant pas,. On utilise en général une solution à 2 % en DNS et à 2 % en Na2CO3. 
Cependant, des méthodes enzymatiques sont à présent souvent préférées à la méthode DNS car plus spécifiques.